# آلن بریجز (تیرانداز)

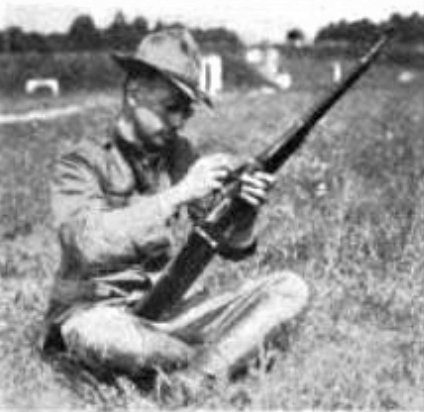
آلن لیندزی بریجز

آلن بریجز (انگلیسی: Allan Lindsay Briggs; ۱۴ فوریهٔ ۱۸۷۳ – ۱۲ نوامبر ۱۹۵۱) تیرانداز اهل ایالات متحده آمریکا بود.
وی در مسابقات کشوری و بین‌المللی در مجموع برندهٔ ۱ مدال طلا شده‌است.